# Camper
Camper är ett spanskt skoföretag. Lorenzo Fluxa grundade företaget 1975, efter att ha ärvt en skofabrik av sin far. Företaget har även gett sig in i hotell- och restaurangbranschen.
I Sverige öppnade den första Camperbutiken i Malmö 2009.